# Antonio Pellegrini
Antonio Pellegrini (ur. 11 sierpnia 1812 w Rzymie, zm. 2 listopada 1887 tamże) – włoski duchowny rzymskokatolicki, kardynał.

## Życiorys
W latach 1868–1877 był dziekanem Kamery Apostolskiej. 28 grudnia 1877 Pius IX wyniósł go do godności kardynalskiej, natomiast 31 grudnia 1877 nadał mu tytularną diakonię Santa Maria in Aquiro. Wziął udział w Konklawe 1878, wybierającym Leona XIII.